# 王长庆
王长庆（1981年3月21日—），中国足球运动员，司职中场。

## 职业生涯
2001年，王长庆在北京九运队中展露头角，不过由于北京足协和北京龙力对于球员产权的纠纷，最终未能留在北京而是转会去了陕西国力。2004年，刚刚降级并出现经济困难的陕西国力将王长庆挂牌，不过在北京国安摘牌后双方却发生了转会费争议，发生了著名的400万与8万的差价，导致王长庆长达18个月无球可踢，此后中国足协裁定转会费为25万元，而且直到一年多后国力正式解散才解决。
2013年1月1日，上海申花宣布王长庆加盟球队。